# Cinthia Mbakop
Ornella Cinthia Mbakop Ngassam, née le 1er juillet 1997, est une joueuse camerounaise de basket-ball évoluant au poste d'ailier fort.

## Carrière
Elle participe avec l'équipe du Cameroun au Championnat d'Afrique féminin de basket-ball 2019, terminant à la dixième place.